# Papa Adriano II
Adriano II (792 — 14 de dezembro de 872) foi o 106º Papa, eleito em 14 de dezembro de 867.

## Vida
Nasceu em Roma e foi eleito em 14 de dezembro de 867. Conhecido por ser caridoso e amável, descendente de uma família romana que já havia dado dois pontífices à Igreja (Estêvão III e Sérgio II). Adriano já tinha setenta e cinco anos, e já em duas ocasiões tinha recusado a nomeação. Casou-se antes de receber as ordens sagradas.
Coroou Alfredo, o Grande, Rei da Inglaterra (que foi o primeiro soberano inglês abençoado em Roma). Tentou apaziguar as discórdias entre os povos católicos e convocou o Oitavo Concílio Ecumênico, em Constantinopla, ao qual mandou dez legados. Enviou São Cirilo e São Metódio para pregarem aos eslavos. Deu permissão para celebrar a liturgia na língua eslava.
Adriano faleceu aos 80 anos em 14 de dezembro de 872, exatamente no dia em que sua eleição de papa completava 5 anos.

## Tragédia familiar
O papa Adriano era casado com uma mulher chamada Estefânia, com quem tivera uma filha. Após sua eleição como papa, elas passaram a viver com ele no Palácio Laterano. Elas foram assassinadas por Eleutério, irmão do papa rival Atanásio III no ano 868.